# Таглиб
Бану Таглиб, познато и под именом Таглиб ибн Ва'ил, било је арапско племе које је потицало из Наџда, али се населило у Горњој Месопотамији од краја 6. века па надаље. Њихово родно племе од кога воде порекло било је Раби'а, преко којега прате своје порекло све до Аднанита. Припадници племена Таглиб били су међу најмоћнијим и најкохезивнијим номадским племенима преисламске ере и били су познати по крвавим ратовима са њиховим рођацима из племена Бану Бакр, као и по сукобима са краљевима Лахмида из Ал Хире у Ираку. Племе је прихватило монофизитско хришћанство и остало је у великој мери хршћанско дуго након доласка ислама средином 7. века. После раног супротстављања муслиманима, племе Таглиб је на крају обезбедило себи важно место у Омејадској политици. Они су се повезали са Омејадима и учествовали у бројним биткама против побуњеничког племена Кајси током Кајс-Јамана сукоба крајем VII столећа.
Током владавине Абасида, неки појединци из племена су прихватили ислам и добили су гувернерства у деловима халифата. До средине 9. века велики део припадника племена Таглиб прешао је у ислам, делимично као резултат убеђења таглибског управитеља области Дијар Раби'а и оснивача утврђења Ел Рахбе, Малика ибн Тавка. Неколико припадника племена Таглиб било је постављено од стране Абасида за гувернере Дијар Раби'а и Мосула. Почетком 10. века, таглибидска породица, Хамданиди, обезбедили су намесништво ових региона, а вођа Хамданидске државе Насир ел Давла основао је аутономни емират изван Мосула и Џазире. Исто тако, 945. године, његов брат Сајф ел Давла, створио је северни сиријски емират са седиштем у Алепу. Хамданиди су владали у оба ова емирата све до њиховог политичког пада 1002. године.

## Порекло
Бану Таглиб су изворно били бедуинско (номадско арапско) племе које је насељавало Наџд. Племе је добило име по свом претку који се звао Таглиб ибн Ва'ил, познатом и као Дитар ибн Ва'ил. Племе је припадало племенској заједници Раби'а и тиме је пратило своје порекло до низарског огранка Аднанита. Њихова пуна генеалогија је следећа: Таглиб (Дитар) ибн Ва'ил ибн Касит ибн Хинб ибн Афса ибн Ду'ми ибн Џадила ибн Асад ибн Раби'а ибн Низар ибн Ма'ад ибн Аднан. Њихово ривалско и братско племе било је Бану Бакр ибн Ва'ил.

## Подгрупе
Информације о огранцима Таглиба биле су у великој мери засноване на записима предисламског генеалога Таглибија ел Акзара ибн Сухајме. Таглиб ибн Ва'ил имао је три сина, чија су имена била Ганм, Имран и ел Аус. Међутим, у арапској родословној литератури обично се говори само о потомцима Ганма ибн Таглиба. Потомци Ганма били су ел Араким, односно наследници шест синова Бакира ибн Хубејба ибн 'Амра ибн Ганма, сви они су имали очи налик на аракиме (змије са тачкастим шарама, једн. ел Аркам). Ел Араким су били најважнија група Таглиба и скоро сва генеалошка историја Таглиба сконцентрисана је око њих. Шест огранака ел Аракима били су: Џушам (најбројнији), Малик (други по бројности), Амр, Та'лаба, ел Харит и Муавија. Због своје величине и снаге, Џушам и Малик су уједно називани и Ел Равкан, који се преводи као „два рога” или "две бројне и јаке дружине". 'Амр, мањи огранак ел Аракима био је познат као Ел Нахабика.
Од огранка Џушам настала је породица Зухејр, из које се развило неколико великих под-племена, укључујући династија Атаб, Утба, Итбан, Ауф и Ка'б; све ове династије су основали легендарни синови Са'да ибн Зухејра ибн Џушама. Три династије 'Атаб, Утба' и 'Итбан' су формирали групацију Ел 'Утаб, док су династије Авф и Ка'б формирале групацију Бану ел Авхад. Још једна знаменита Зухајритска династија била је ел Харит, чији је легендарни оснивач био син Муре ибн Зухајра. Огранак Малик су такође чиниле бројне племенске групе, међу којима су ел Лахазим (потомци Ауфа ибн Малика), Ел Абна' (потомци Раби'е, 'А'ида и Имру'л Кајса, сви синови Тејма ибн Усаме ибн Малика), Ел Ку'ур (потомци Маликових синова Малика и ел Харита) и Риш Ел Хубара (потомци Ку'ајна ибн Малика). Династија Хамданида је пратила своје порекло до племена Малик преко њиховог претка Адија ибн Усаме ибн Малика.

## Историја

### Предисламски период
У предисламској ери (пре 630-их), племе Таглиб је било међу најјачим и највећим бедуинским племенима у Арабији. Њихов висок степен племенске солидарности одражавао се у великим формацијама које су организовали током борбе. Племе је било укључено у неколико главних битака током овог периода. Већ у раном 4. веку, племеТаглиб је било у сфери утицаја персијског Сасанидског царства и њихових арапских клијената, Лахмидских краљева Ал-Хире. У то време се спомиње да је Сасанидски краљ Шапур II послао Тагилиби заробљенике да живе у Дарину и Ел Кату, оба на подручју Бахрајн.
Крајем 5. века, поглавица Таглибија Кулаиб ибн Раби'а, из линије Ел Харит ибн Мура из Зухаир огранка, убио је његов зет Џасас ибн Мура ел Шаибани из племена Бану Бакр. То је довело до дугог сукоба, познатог као Басус рат, између Таглиб-а и Бакр-а. Кулајбов брат Мухалил преузео је руководство над Таглиб-ом, али је напустио своју позицију након одлучног пораза Таглиб-а у бици код Јавм ел Таалук-а, након чега је већина Таглиб-а побегла из Наџда на подручје Доњег Еуфрата. Тамо су живели заједно са племом Намир ибн Касит, које је било сродно племену Таглиб. Део Таглиба је очито живео у Доњем Еуфрату пре масовног егзодуса племена.
Исторемени са Басус ратом био је дошло је до успона Киндитског краљевства у централном и северном делу Арабија. И Таглиб и Бакр постали су подређени краљевству током владавине Eл Харитa ибн 'Амр ибн Хујрa (почетак 6. века). Након Ел Харитове смрти (постле 530), његови синови Шурабил и Салама су оспорили престо. Таглиб и Намир су подржали Салама против Бакра који је подржао Шурабила. Ел Сафах, ратник Талибија из огранка Малик, био је командант Саламине коњице, док је други Таглиби, Усум ибн ал-Ну'ман, убио Шурабила у бици. Басус рат је завршен средином 6. века када су Таглиб и Бакр потписали мировни споразум на пијаци Ду ел Мајаз близу Меке.
Таглиб је мигрирао даље северно дуж Еуфрата до Горње Месопотамије (познат Арапима као "Џазира") након што је њихов поглавар Амр ибн Култум из огранка Џушам убио Лахмидског краља Амр ибн ел Хинда 568. Још од 8. века, чланови племена Таглиб прославили су Амр ибн Култума као једаног од најзначајнијих Арапа из предисламске ере и славили његове поетске способности, његову борбу против краљева Ал-Хире и његове подвиге у сукобу са племеном Бакр. Током 605. године, Таглиб и Бакр су се борили на супротстављеним странама у бици код Ди Кара, а Таглиб је подржавао Сасаниде против Бакра.

### Рани исламски период
Политички утицај Таглиб-а је значајно опао током појаве ислама средином 7. века. Због своје удаљености од Меке и Медине, два града која су играла централну улогу у развоју ислама, Таглиби нису били укључени у исламске послове у време пророка Мухамеда. Током ратова Рида (632-633) између муслимана и отпадничких арапских племена, где се племе Таглиб борило заједно са другим побуњеним племенима против муслимана. Огранци Таглиб-а, посебно "Утба" линије из Зухајр гране, борили су у муслиманској војсци у Ираку и Горњој Месопотамији током исламског освајања Персије. Кћерка главног поглавара племена "Утбе, Раби'а ибн Бујаира која се звала Ум Хабиб је ухапшена и послат у Медину, где ју је купио Али ибн Аби Талиб; она му је родила близанаце, који су се звали Умар ел Кабир и Рукајај.
У једном тренутку током муслиманских освајања, Таглиб је променио верност муслиманима и задржао своју хришћанску веру. Међу најистакнутијим дисидентима рата био је "Утба ибн ел Вагл, активиста из базе која се налазила у граду Куфа који је потицао из линије Са'д из огранка Џушам племена. Већина припадника муслиманске војске Таглиба настанила се у Куфи. Због њихово евентуална одбијања верности муслиманима и ускраћивања подршке калифу Умар ибн ел Катабу, сада су уместо њих подршку добили Таглиби посебним ослобађањем од прикупљања пореза од хришћанских субјеката калифата. Током првог муслиманског грађанског рата (656-661), припадници Таглиб-а су се борили на страни Али ибн Аби Талиб-а у бици код Камела (656) и бици код Сифина (657). Међутим, код Сифина, значајне снаге племена Тагиба су се такође бориле заједно са Му'авијахом против Алија, повећавајући тиме његову љутњу против племена.

### Омејадски период
Таглиби су били припадници подељене хришћанске вере у близини муслиманског непријатеља, Византијско царство, је вероватно било разлог зашто припадници племена нису имали важне положаје у држави током времена Омејада. Без обзира на то, подржали су Омејаде током Другог муслиманског грађанског рата (680-692). У почетку су номинално подржавали побуњено племе Кајси у сукобу Кајс-Јаман, једној од епизода грађанског рата. Међутим, након што је племе Кајси Бану Сулајм продрело у њихова села у долини Хабур и нападалo племе санкцијама од стране лидера анти-Омејадског вође који се свао Абдулах ибн ел Зубајр, племе Таглиб се окренуо против племена Кајс.
 Конфликт са Каис-ом вероватно је успорио измирење Таглиб-а са племеном Бану Бакр. Заповедник Таглибија Хамам ибн ел Мутариф осигурао је мир и савез два племена компензацијом Бакрима за њихове губитке у бици код Ди Кара. Вођа Таглиба, Абд Јасу, послужио је као заједнички изасланик Таглиба и Бакра код калифа Абд ел Малика (685-705).
Борац Таглиб-а током сукоба са Кајс-ом био је познати песник Ел Ахтал Таглиби, чији је главни поетски ривал био Кајси Џарир, са којим је водио "вербални рат" на двору Омејада. Под Абд ел Маликом, Ел Ахтал је био званични песник на двору Омејада и снажно је заговарао Омејаде против својих противника. Конфликт Таглиби-Каиси кулминирао је одлучујућом победом Таглибија код Јавм ел Хашшака у Џазири код реке Тигар, у којој је убијен поглавица Сулајми Умајр ибн ел Хубаб; племе Таглиб је касније упутило његову главу Абд ел Малику, који је био задовољан смрћу вође побуњеника. Последњи омејадски калиф Марван II (в. 744-750) поставио је припадника племена Таглибија и потомак Ел Сафаха, Хишам ибн 'Амр ибн Бистама за гувернера Мосула и Џазире.

### Абасидски период
Абасидски калиф Ел Мансур (в. 754-775) поставио је Хишам ибн 'Амра у Синд. Калиф Ел Махди (в. 775-785) заменио је Хишама својим братом Бистамом, пре него што је овог другог преусмерио на Азербејџан. И Хишам и Бистам су били муслимани. Још један Таглиби муслиман, 'Абд ел-Разак ибн' Абд ел Хамид предводио је Абасидску експедицију против Византијаца у лето 793. Почетком 9. века, 'Ади ибн Усама линија огранка Малик, позната под називом 'Ади Таглиб или Ел 'Адавија, стекла је истакнуту политичку позицију у Ал Џазири. Један од њихових чланова, Ел Хасан ибн Умар ибн ел Хатаб, постављен је за гувернера Мосула од стране калифа Ел Амина 813. године. Неколико година касније, још један Таглиби везан за Ел Хасана по браку, Тавк ибн Малик из линије Атаб Џушамског огранка постао је гувернер Дијар Раби'е под калифом Ел-Ма'муном (в. 813-833). Тавков син Малик ибн Тавк служио је као гувернер Џунд Димашкa и Џунд ел Урдун под калифима Ел Ватиком (в. 842-847) и Ел Мутавакилом (в. 847-861). Касније је основао Еуфратову тврђаву Ел Рахба (модерни Мајадин).

### Хамданидска династија
У 880-тим годинама, члан племена "Ади Таглиб-а, Хамдан ибн Хамдун, придружио се харијтској побуни против калифа Ел Му'тадида. У то време, Хамдан је држао неколико утврђења у Џазири, укључујући Маридин и Ардумушт, али 895. Абасиди су прво заробили, Хамдановог син Хусајна а азтим је он после предао Ардумушт и придружио се снагама Ел Му'тадида. Хамдан се предао Абасидима изван Мосула и био је затворен, али Хусаинове добре везе са Ел Му'тадидом су Хамдану извукле помиловање. Хусајн је водио или учествовао у експедицијама Абасида против Дулафида, Кармата и Тулунида током владавине калифа Ел Муктафија (в. 902-908), али је пао у немилости под оптужбом да је учествовао у завери како би инсталирао Абдалаха ибн ел-Му'таза за калифа 908. године. Хусајнова браћа Абу'л Хаија 'Абдалах (гувернер Мосула 905-913 и 914-916), Ибрахим (гувернер Дијар Раби'е 919), Давуд (гувернер Дијар Раби'је 920) и Саид остали су лојалан Абасидима и Хусејну који је крају добио помиловање и био постављен за гувернера Дијар Раби'је 910. године. Касније се побунио, да би касније био заробљен и погубљен 916. године. Абу Ел Хаија ", је у међувремену, поново постао гувернер Мосула 920. године, и тако служио све до своје смрти 929. године.
Након смрти Абу ел Хаије, његов син Насир ел Давла, који је владао као заменик свога оца у Мосулу, борио се за осигурање свог места као гувернера тог града. Његовој владавини су се супротставили његови стричеви Саид и Наср, Бану Хабиб (супарнички Таглиби клан) и калиф Ел Муктадир (в. 908-929). До 935. године Насир Ел Давла је превладао над њима и именовао га је калиф Ел Ради (в. 934-940) као гувернер Мосула и све три провинције Џазире, тј. Дијар Раби'а, Дијар Мудар и Дијар Бакр. Године 942. постао је фактички владар Абасидског калифата, док га није надмудрио његов непокорни Туркијски официр, Тузун, следеће године. Насир ел Давла је свргнут са места гувернера Мосула и Џазире од стране његових синова 967. године. Покрајина је остала у рукама Хамданида до 1002. године. У међувремену, брат Насира ел Давла, Сајф ел Давла основао је Хамданидски емират Алепа и северне Сирије 945. године. Његови потомци ће наставити да владају емиратом све док их гулам (заробљени војник), Лу'лу 'ел-Кабир, не сруши 1002. године.

### Религија
Мали број чланова племена Талибија прешао је у ислам током Омејадског периода (668–750) и ране Абасидске ере (осми век), укључујући и малу заједницу Куфа Таглиби, нека припадници племена у Кинасрину и познати појединци, као што су дворски песници Омејада Ка ' б ибн Џу'ајл и 'Умаир ибн Шијајм. Огромна већина је остала хришћанска током овог периода. Касније у Абасидској ери, у 9. веку, значајан број припадника Таглибија прихватио је ислам и постигао вишу функцију у држави. Наравно, масовна конверзија Таглиб-а у ислам се десила у другој половини 9. века током владавине Ел -Му'тасима (в. 833-842). У исто време, Малик ибн Тавк је убедио Сахл ибн Бишра, праунука Ел Ахтала, да се пређе у Ислам заједно са свим потомцима Ел Ахтала.